# Маштурі
Маштурі (*д/н — бл. 1237 до н. е.) — володар Країни річки Сеха близько 1280—1237 років до н. е. Відомий також як Манапа-Курунта.

## Життєпис
Син царя Манапа-Тарунти. Посів трон близько 1280 року до н. е. Був вірним союзником хеттського царя Муваталлі II, з сестрою якого — Машшанауззі — Маштурі одружився.
В подальшому виступив на боці повсталого принца Хаттусілі III проти царя Мурсілі III, завдяки чому отримав привілейований статус серед інших васалів Хеттської держави. Мав якісь родинні зв'язки з володарями Міри і Арцави. Його ім'я як свідка зустрічається в угоді хеттського царя з Шаушгамувою, царем Амурру. Брав участь у військовій кампанії хеттів проти держави Лукка.
Остання згадка відноситься до 1237/1236 року до н. е., коли Маштурі виступив як свідок при укладанні угоди між Тудхалією IV і Курунтою (бронзова дошка з Богазкея). Помер невдовзі за цим. Трон захопив Тарунта-Раду.